# Bruni d'Entrecasteaux
Antoine Raymond Joseph de Bruni (o Bruny), caballero d'Entrecasteaux, (Aix-en-Provence, 8 de noviembre de 1737 - un lugar del Pacífico, 20 de julio de 1793) fue un oficial naval francés que en 1791, al frente de dos fragatas, fue en búsqueda de rastros de la expedición perdida de La Pérouse. En dicha expedición reconoció y cartografió las costas de Nueva Zelanda, Nueva Caledonia, Tonga y parte de la costa australiana. 

## Biografía

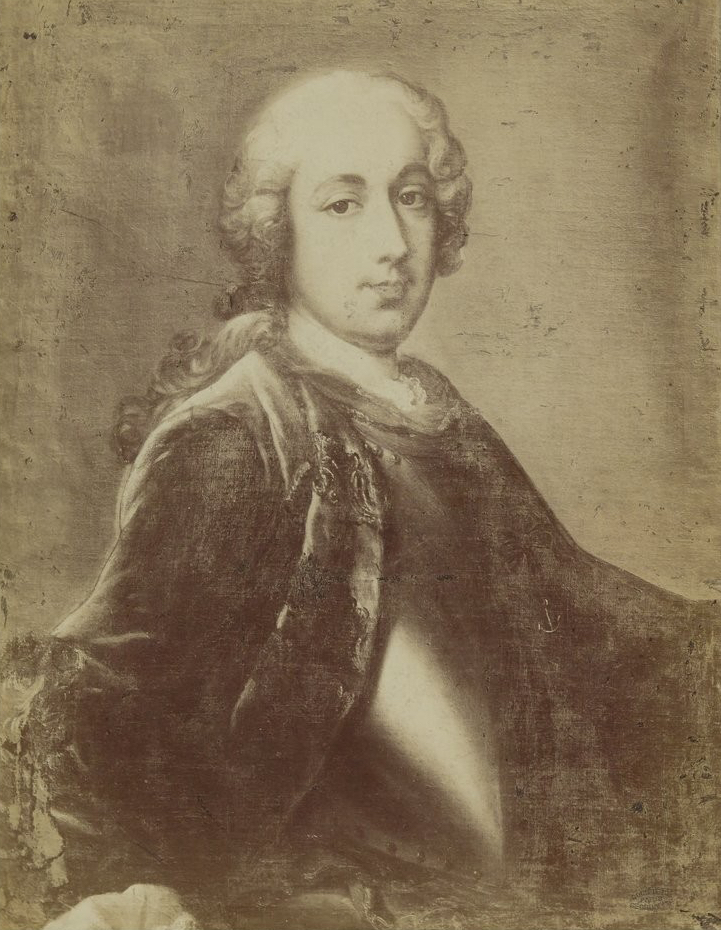
Bruni d'Entrecasteaux

Nacido en una familia de la nobleza de la Provenza e hijo de un miembro del Parlamento de la Provenza, Jean Baptiste Bruny y su mujer Dorothée de Lestang-Parade. El caballero de Entrecasteaux, fue educado en un colegio jesuita de Aix-en-Provence. Aunque al parecer le hubiera gustado unirse a la orden, su padre intervino y lo alistó como guardiamarina en la Marina francesa en julio de 1754, a los 15 años. 

### Inicio de carrera como oficial
Embarcado al comienzo de la guerra de los Siete Años con destino a las Antillas en el Pomona, y luego en la escuadra de Galissonière, en la que participó como guardiamarina a bordo de La Minervé en la toma de Menorca en 1756, fue ascendido a alférez de navío («enseigne de vaisseau») en abril de 1757. Su bravura durante la expedición de 1769 en Córcega le valió ser nombrado teniente de navío («lieutenant de vaisseau») en febrero de 1770. 
Su carrera naval como oficial subalterno transcurrió sin incidentes y en ese período se desempeñó en varios servicios generales en la Marina francesa. Después de varios destinos, incluyendo uno en el L'Alcmène, entonces al mando de su pariente, el alguacil de Suffren, en marzo de 1779 se convirtió en capitán de navío («capitaine de vaisseau»). Recibió el mando de la fragata La Mignonne que condujo al Levante, y en 1782 del Majestueux, con el que participó en el combate del cabo Espartel, a las órdenes de Luc Urbain du Bouëxic de Guichen.

### En el océano Índico
Durante un tiempo d'Entrecasteaux fue director adjunto de puertos y arsenales, donde puso de manifiesto unas evidentes cualidades organizacitivas. En 1785 se le nombró, al mando del Résolution, jefe de la división de las fuerzas navales francesas en las Indias Orientales. 
Allí se distinguió por la apertura de una nueva ruta marítima a China, a Cantón, que pasaba a través del estrecho de la Sonda, las islas Molucas, las islas Marianas y las islas Filipinas, y que, tras haber cruzado varias regiones inexploradas y peligrosas, podía usarse durante la temporada de los monzones del sureste.
Este éxito le valió ser nombrado Gobernador General de las Islas Mascareñas (islas de Francia (actual, isla Mauricio) y Borbón e islas Rodrigues) en febrero de 1787, cargo que ocupó hasta noviembre de 1789, cuando regresó a Francia.

## La expedición d'Entrecasteaux

### Inicios

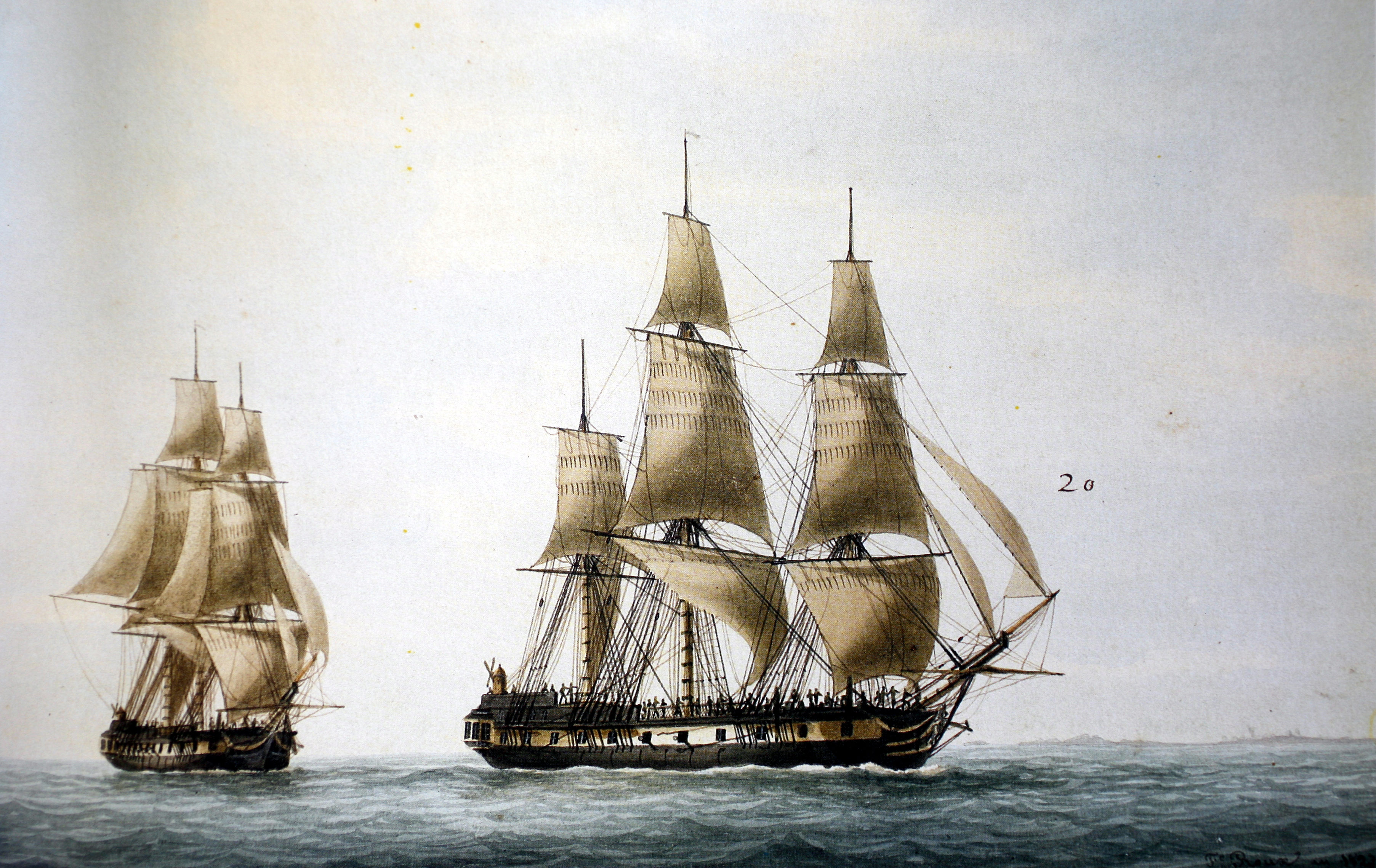
Las fragatas Recherche y Espérance (autor: François Geoffroy Roux (1811-82) de L'Empire des Mers, Martine Acerra & Jean Meyer Marines editor, 1827).

En septiembre de 1791, la Asamblea Francesa decidió enviar una expedición en busca de Jean-François de La Pérouse, de cuya expedición no se sabía nada desde que dejaron Botany Bay en marzo de 1788, hacia más de tres años. D'Entrecasteaux fue elegido para comandar esta expedición y se armaron dos gabarras para la ocasión, rebautizadas como fragatas. A él le dieron el mando de La Recherche (500 toneladas), con Hesmity d'Auribeau como su segundo y Elisabeth-Paul-Edouard de Rossel (1765–1829) , entre los oficiales. Un barco similar, L'Espérance, fue asignado al mando de Jean-Michel Huon de Kermadec, con Trobriand como segundo al mando. Además, la expedición tenía como objetivos realizar descubrimientos científicos y estudios sobre la exactitud de las cartas del océano Índico y del Sur del Pacífico de los primeros navegantes neerlandeses y de d'Apres. Un número de hombres doctos zarparon con la expedición, incluido el distinguido ingeniero, C.F. Beautemps-Beaupré, el hidrógrafo de la expedición, los botánicos Jacques Julien Houtton de La Billardière (1755-1834), Claude Antoine Gaspard Riche (1762-1798) y Étienne Pierre Ventenat (1757-1808), el artista Jean Piron y el astrónomo abad Bertrand. Será el entonces suboficial de Rossel, quien más tarde escribirá la historia de la travesía.
Dentro de este grupo de intelectuales y como administrador de la nave iba Louis Girargin. Louis Girargin era, de hecho, una mujer de 38 años, Marie Louise Girargin Victoire. Se sabe que tanto D'Entrecasteaux como Kermadec sabían del engaño, pero parecían alentarlo. Poco se sabe sobre Louise pero se cree que era la hija del jardinero jefe en la Corte Real de Versalles, que fue forzada a salir de Francia después de avergonzar a su padre por tener un hijo ilegítimo. Según las notas del diario de la tripulación, se le asignó una cabina especial y se le permitió mantenerse bastante independiente. Ella estaba interesada en mantener su disfraz masculino y defendió su masculinidad, desafiando a un tripulante a una lucha a espada durante la cual sufrió una herida en el brazo. Parece que Louise Girargin fue la primera mujer europea en pisar suelo australiano y, ciertamente, fue la primera mujer blanca en arribar a Tasmania doce años antes de la colonización europea en Hobart Town. Más tarde se convirtió en amante de un subteniente de La Recherche y tristemente la pareja murió de disentería con un día de diferencia, a finales de 1794.
Cuando la expedición partió del puerto de Brest el 28 de septiembre de 1791, d'Entrecasteaux fue ascendido al rango de vicealmirante. El plan del viaje era proceder a Nueva Holanda (Australia) hasta avistar el cabo Leeuwin, y luego costear a lo largo de la Tierra de Van Diemen (Tasmania), inspeccionando todos los puertos posibles en un bote de remos, y luego volviendo a navegar a vela hacia las islas Friendly (ahora archipiélago de Tonga), a través del cabo del Norte, de Nueva Zelanda. Luego seguirían la ruta prevista por La Pérouse en el Pacífico: se pensaba que tenía la intención de explorar Nueva Caledonia y el archipiélago de las Luisiadas, para luego pasar a través del estrecho de Torres y explorar el golfo de Carpentaria y la costa norte de Nueva Holanda.

### Tasmania
Sin embargo, cuando d'Entrecasteaux llegó a Table Bay, ciudad del Cabo, el 17 de enero de 1792, le llegó un informe que el capitán John Hunter (que más tarde sería gobernador de Nueva Gales del Sur) había visto recientemente en las islas del Almirantazgo unas canoas con nativos que usaban uniformes y cinturones franceses. Aunque Hunter negó ese informe, y aunque los franceses supieron de esa negación, d'Entrecasteaux decidió dirigirse directamente a las islas del Almirantazgo, tomando agua y refrescando su tripulación en la Tierra de Van Diemen (Tasmania). El 20 de abril de 1792, avistaron esa tierra y tres días más tarde los barcos anclaron en un puerto, al que llamaron Recherche Bay. Durante las siguientes cinco semanas, hasta el 28 de mayo de 1792, los franceses llevaron a cabo cuidadosas exploraciones en bote que revelaron en detalle la belleza de las vías acuáticas y estuarios de la zona. 
D'Entrecasteaux tenía la suerte de llevar consigo buenos oficiales y científicos, siendo el más importante desde el punto de vista de la exploración, el hidrógrafo Beautemps-Beaupré, que ahora es considerado como el padre de la hidrografía moderna francesa. El trabajo de campo de este oficial fue excelente, y sus cartas, cuando se publicaron en Francia como un Atlas du Voyage de Bruny-Dentrecasteaux (1807) eran muy detalladas. El atlas contenía 39 cartas, de las cuales las de la Tierra de Van Diemen eran las más precisas y siguieron siendo la fuente de las cartas inglesas durante muchos años. 

### Hacia las islas del Almirantazgo
Beautemps-Beaupré, mientras supervisaba las costas con el teniente Cretin, descubrió que la bahía Aventura, que había sido descubierta por Tobias Furneaux en 1773, estaba en una isla separada de la tierra firme por un angosto canal navegable. El 16 de mayo, d'Entrecasteaux comenzó a navegar con sus barcos por el canal y lo completó el día 28. Descubrieron, nombraron y cartografiaron muchos accidentes geográficos, como el puerto Esperance o el río Huon, y dieron el nombre del almirante al canal (canal d'Entrecasteaux) y a la isla grande (isla Bruny), que está separada por el canal del continente. 
El 28 de mayo de 1792 los barcos navegaban en el Pacífico en busca de La Pérouse. El 17 de junio, llegaron a la isla de Los Pinos, al sur de Nueva Caledonia. A partir de ahí, d'Entrecasteaux navegó hacia el norte a lo largo de la costa occidental de Nueva Caledonia. Los arrecifes de Entrecasteaux, en el extremo noroeste de la barrera de Arrecifes de Nueva Caledonia, llevan su nombre. Luego pasaron a las Islas Salomón siguiendo a lo largo de sus costas meridionales u occidentales, navegaron a través del canal de San Jorge (entre las islas de Nueva Irlanda y Nueva Bretaña) y el 28 de julio avistaron la costa sureste de las islas del Almirantazgo. Después de tres días reconociendo la costa este y norte, d'Entrecasteaux decidió que los rumores que había escuchado en Table Bay eran falsos, y por lo tanto puso velas hacia la isla Ambon, donde sus barcos repusieron sus suministros.

### De nuevo en Australia
Dejando Amboina el 14 de octubre, d'Entrecasteaux se dirigió a cabo Leeuwin para seguir sus instrucciones originales de buscar en el sur de Nueva Holanda (Australia) a La Pérouse. El 6 de diciembre avistaron tierra cerca del cabo Leeuwin, y nombraron la punta d'Entrecasteaux. Este evento fue celebrado con fastos y fiestas, uno de cuyos resultados fue que el herrero a bordo de La Recherche, Jean-Marie Marhadour, excesivamente satisfecho, murió al día siguiente de un ataque de apoplejía. El tiempo era tempestuoso y los barcos no pudieron encontrar el Sound del Rey George III, descubierto originalmente por George Vancouver. A medida que navegaban hacia el este, penetraron en numerosas islas y arrecifes peligrosos, a los que dieron el nombre de «islas d'Entrecasteaux», un nombre cambiado más tarde por el de archipiélago de La Recherche. 
Mientras los franceses aún estaban en esa zona peligrosa, el 12 de diciembre, una violenta tempestad cayó sobre ellos y los dos barcos quedaron casi destrozados. Afortunadamente, encontraron un lugar para echar anclas en el que fueron capaces de sobrellevar lo peor de la tormenta. Desembarcaron en el continente y la localidad fue nombrado en honor de Legrand, el tripulante que había visto el anclaje desde el barco L'Esperance. Beautemps-Beaupré hizo una campaña precipitada de reconocimiento de las islas que se encuentran fuera del archipiélago y no encontrando agua, el 18 de diciembre las naves continuaron hacia el este, hasta la punta de la Gran Bahía Australiana, pero allí la costa era aún más árida y la carencia de agua más grave. 
El 4 de enero de 1793 d'Entrecasteaux se vio obligado a abandonar la costa, en una posición cerca del arrecife d'Entrecasteaux y a navegar directamente hacia la tierra de Van Diemen. En esta decisión, el explorador francés fue desafortunado, porque si hubiese continuado su reconocimiento de la costa sur de Nueva Holanda hubiese hecho todos los descubrimientos geográficos que lograron George Bass y Matthew Flinders unos años más tarde. En ese momento, una Terre Napoléon francesa bien podría haberse convertido en un hecho.

### De nuevo en Tasmania
Los barcos anclaron en la bahía Recherche el 22 de enero, y pasaron cinco semanas en la zona, abasteciéndose de agua, descansando las tripulaciones y realizando exploraciones, tanto de historia natural como geográficas. Beautemps-Beaupré, en compañía de otros oficiales, realizó una campaña de reconocimientos de la extensión septentrional de la Storm Bay —la extensión occidental se descubrió que era la una boca de un río, que recibió el nombre de «Rivière du Nord», y que fue rebautizado como río Derwent unos meses más tarde por el siguiente visitante a la región, el capitán inglés John Hayes, con los barcos Duke of Clarence y Duchess-.

### Hacia el archipiélago de Tonga
El 28 de febrero d'Entrecasteaux zarpó de la Tierra de Van Diemen hacia las islas Friendly, avistando Nueva Zelanda y las islas Kermadec en la travesía. En las islas Friendly se encontró con que los indígenas recordaban a los ingleses Cook y Bligh bastante bien, pero no sabían nada de La Pérouse. Entonces viajó a Nueva Caledonia, donde ancló en Balade. La infructuosa búsqueda de La Pérouse se reanudó en las islas Santa Cruz, a continuación, a lo largo de las costas del sur de las Islas Salomón, la parte norte del archipiélago de las Luisiadas, siguió a través del estrecho de Dampier, y luego a lo largo de la costa norte de la isla de Nueva Inglaterra y la costa sur de las islas del Almirantazgo y desde allí hacia el norte de Nueva Guinea hasta las Molucas. 

### Fin de la expedición
En ese momento, la expedición se habían convertido casi en ingobernable, en gran parte porque los oficiales eran realistas ardientes y las tripulaciones igualmente ardientes revolucionarios. Kermadec había muerto de tuberculosis en puerto Balade, y el 21 de julio de 1793, d'Entrecasteaux mismo murió de escorbuto, aguas fuera de las islas Hermit (Ermitaño), algo al norte de la isla Manus (archipiélago Bismarck). 
Los mandos se volvieron a organizar, con d'Auribeau a cargo de la expedición, y con De Rossel en el lugar de Kermadec. El nuevo jefe dirigió los barcos a Surabaya, donde se supo que la república había sido proclamada en Francia, y el 18 de febrero de 1794 d'Auribeau entregó sus buques a las autoridades neerlandesas a fin de que el nuevo Gobierno francés no pudiera aprovecharse de ellas. Las colecciones botánicas son enviadas a Gran Bretaña como "trofeos de guerra" (aunque por intercesión de Sir Joseph Banks, se consiguió que las autoridades británicas las devolviesen de regreso a Francia en 1796). 
D'Auribeau murió un mes después y De Rossel zarpó hacia la isla de Java en enero de 1795, a bordo de un buque neerlandés, llegando a Table Bay en abril de 1795. Allí, su barco partió inesperadamente con los papeles de la expedición, dejándolo atrás, pero este buque fue capturado por los ingleses. De Rossel, a continuación, tomó un pasaje en un bergantín de guerra, pero este también fue capturado por los ingleses. Después de la Paz de Amiens en 1802, todos los papeles de la expedición fueron devueltos a De Rossel, que fue lo que permitió la publicación del relato de toda la empresa. 

### Obras publicadas sobre la expedición
Se publicaron varios libros sobre la expedición. Fueron: 
- Relation du Voyage à la Recherche de la Pérouse, obra de Jacques Julien Houtton de La Billardière (vol. 1 y 2, y libro de ilustraciones, París, 1800).

- Voyage de D'Entrecasteaux, de E. P. E. de Rossel, vols 1-2 (París, 1808).

## Citas
Cuando el explorador francés Bruni D'Entrecasteaux vio por primera vez esta isla en 1792 los bosques le impresionaron. Escribió que:
[...] «árboles de una inmensa altura y un diámetro proporcional, sus troncos sin ramas cubiertos de un follaje siempre verde, algunos con aspecto tan viejo como el mundo»
[...] «estrechamente entrelazados en un bosque casi impenetrable, que serviría para soportar otros que, desmoronados por la edad, fertilizarían el suelo con sus desechos»
[...] «la naturaleza en todo su vigor, y sin embargo en un estado de decadencia, parece ofrecer algo a la imaginación más pintoresco y más imponente que la vista de esta misma naturaleza adornada por la mano del hombre civilizado»
[...] «Deseando sólo preservar sus bellezas destrozamos su encanto, arrebatándole el poder que es sólo de ella, el secreto de la preservación de la eterna era de la juventud eterna».

## Reconocimientos
Muchos lugares de Australia han sido nombrados en su honor, como: 
- en Australia Occidental:
  - Punta d'Entrecasteaux (34°50′S 116°0′E / -34.833, 116.000);
  - Parque nacional D'Entrecasteaux (34°36′S 115°56′E / -34.600, 115.933);

- en Australia Meridional:
  - Arrecife d'Entrecasteaux (31°58′S 131°55′E / -31.967, 131.917);

- en Tasmania:
  - Isla Bruny (43°22′S 147°17′E / -43.367, 147.283);
  - Canal d'Entrecasteaux (43°15′S 147°15′E / -43.250, 147.250);
  - Río d'Entrecasteaux (43°28′S 146°50′E / -43.467, 146.833);
  - D'Entrecasteaux Monument Historic Site (43°16′S 147°14′E / -43.267, 147.233);
  - D'Entrecasteaux Watering Place Historic Site (43°34′S 146°53′E / -43.567, 146.883);

Hay también nombres geográficos que recuerdan su expedición en otros lugares del Pacífico, como:
- las Islas d’Entrecasteaux, un archipiélago de Papúa Nueva Guinea.